# Champrond-en-Gâtine
Champrond-en-Gâtine è un comune francese di 527 abitanti situato nel dipartimento dell'Eure-et-Loir nella regione del Centro-Valle della Loira.

## Società

### Evoluzione demografica
Abitanti censiti